# Bertoniella
Bertoniella is een geslacht van rechtvleugeligen uit de familie sabelsprinkhanen (Tettigoniidae). De wetenschappelijke naam van dit geslacht is voor het eerst geldig gepubliceerd in 1911 door Rehn.

## Soorten
Het geslacht Bertoniella  is monotypisch en omvat slechts de volgende soort:
- Bertoniella agraecioides (Rehn, 1911)